# رود نولز
رود نولز (27 فبراير 1946 في الولايات المتحدة - 25 أكتوبر 2008 في الولايات المتحدة) (بالإنجليزية: Rod Knowles)‏ هو لاعب كرة سلة أمريكي في مركز الوسط. لعب مع بروكلين نتس وفينيكس صنز.

## وصلات خارجية
- رود نولز على موقع إن بي أي (الإنجليزية)
- رود نولز على موقع سبورتس رفرنس (الإنجليزية)
- رود نولز على موقع كلية كرة السلة في سبورتس رفرنس.كوم (الإنجليزية)
- رود نولز على موقع ريلجم (الإنجليزية)
- رود نولز على موقع بروبوليرز (الإنجليزية)